# Велинград
Велинград (буг. Велинград) град је у Републици Бугарској, у јужном делу земље. Град је друго по важности градско насеље унутар Пазарџичке области и средиште јужне трећине ове области.

## Географија
Велинград се налази у јужном делу Бугарске. Од престонице Софије град је удаљен 150 km, а од обласног средишта, Пазарџика град је удаљен 41 km.
Област Велинграда представља најсзападнији део историјске покрајине Тракија. Град се налази у области Западних Родопа. Град се сместио на месту где месна река, Чепинска река, ствара истоимену котлину ("Чепинска котлина"). Иако је град у котлини, он је на знатној надморској висини од 750-850 m н. в. Околни врхови дижу се и преко 2.000 m.
Велинград, чије је околина богата лековитим изворима, а заједно са надморском висином и планинским карактером околине, постао је средиште туризма (планински, лечилишни).
Клима у граду је континентална са утицајима и средоземне (елементи „жупе“ — топла и сува лета, мање ветрова), али и утицајима планинске климе (дуге зиме).

## Историја
Област Велинграда је првобитно била насељена Трачанима, а после њих овом облашћу владају стари Рим и Византија. Јужни Словени ово подручје насељавају у 7. веку. Од 9. века до 1373. године цела околна регија је била у саставу средњовековне Бугарске.
Крајем 14. века област Велинграда је пала под власт Османлија, који владају облашћу 5 векова. Током њихове владавине много Бугара је прихватило ислам. 1885. године град је постао део савремене бугарске државе.
1948. године дотадашње село Чепино са пар околних села спојено је у нови град — Велинград, који је добио ово име по бугарској партизанки Вели Пејевој.

## "Вила Рајна" дело познатог српског архитекте
Посебно је интересантна активност српског архитекте Милутина Борисављевића,(1889-1970) у Велинграду, где је 1928. за рачун београдског индустријалца, Стојадина "Столе" Стевовића (1888-1945), пројектовао "Вилу Рајна" а за потребе породица Стевовић и Симић. Вила је изграђена исте године у духу тада преовлађујућег француског класицизма али са дискретним декоративним елементима у стилу Арт Декоа. Названа је "Рајна", према Стевовићевој супрузи Рајни, рођ.Попова (1898-1971), Бугарке, родом из Софије. Кућа је била национализована 1946. и пренамењена у санаторијум за лечење заразних болести до 1992. када је враћена Стевовићевим унукама,(породица Симић). У складу са прописима Републике Бугарске, овај летњиковац је заштићен као споменик културе од регионалног значаја.

## Становништво
По проценама из 2007. године Велинград имао је око 25.000 становника. Већина градског становништва су етнички Бугари. Остатак су Роми и Помаци. Последњих 20ак година град губи становништво због удаљености од главних токова развоја у земљи. Оживљавање привреде, посебно туризма, требало би зауставити негативни демографски тренд.
Претежна вероисповест становништва је православна, а мањинска ислам.